# John Cornwall, I barone Fanhope
John Cornwall I barone Fanhope (1364 circa – 11 dicembre 1443) noto anche come John Cornouayl fu un soldato e nobile britannico nonché un rispettato cavaliere.

## Il soldato
John Cornwall nacque attorno al 1364 da suo padre, omonimo, che era stato al servizio di Francesco II di Bretagna e una delle nipoti di Francesco stesso. Nato in Cornovaglia venne battezzato presso il villaggio di Marazion.
Nel 1400 sposò la già vedova Elisabetta Plantageneta, duchessa di Exeter, figlia di Giovanni Plantageneto, I duca di Lancaster e quindi nipote di Edoardo III d'Inghilterra e sorella di Enrico IV d'Inghilterra salito al trono in quel periodo. Elizabeth era la vedova di John Holland, I duca di Exeter che era stato giustiziato a seguito della Rivolta dell'Epifania, un complotto volto a riportare il deposto Riccardo II d'Inghilterra sul trono al posto del cugino Enrico. Il matrimonio fra John ed Elisabetta non partì sotto i migliori auspici, egli infatti non aveva chiesto il permesso al re e per questo venne arrestato, alla fine Enrico lo perdonò e le nozze, pare, si rivelarono felici ed affettuose.
I due insieme ebbero due figli:
- John Cornwall (1403circa-dicembre 1421)
- Constance Cornwall (morta 1427 circa).

Il maschio perì mentre era con il padre all'assedio di Meaux stroncato da una Palla di cannone che lo colpì alla testa, John era con il figlio e ne fu talmente scosso ed addolorato che promise di non muovere più guerra contro un principe cristiano. Constance invece venne formalmente fidanzata, o sposata, con John FitzAlan, XIV conte di Arundel, nessuno di loro due ebbe figli.
John ebbe anche due figli illegittimi che ricordò nel proprio testamento, John e Thomas, la moglie Elisabetta morì nel 1425, il 24 novembre, e venne sepolta in una chiesa dello Shropshire.
John dimostrò sempre di essere un valente cavaliere nei tornei battendo numerosi cavalieri nel combattimento in mischia. In quell'epoca i tornei erano visti come la più grande prova in cui un cavaliere poteva dare mostra del proprio valore e delle proprie abilità, un'idea rafforzata dalle tradizioni arturiane allora tanto in voga.
John era stato anche un militare con una lunga carriera costellata di numerose campagne sul continente e non. Aveva combattuto per Riccardo II in Scozia, per il suocero in Bretagna e per il cognato contro il gallese Owain Glyndŵr, i suoi servigi si protrassero sotto i regni di Enrico V d'Inghilterra ed Enrico VI d'Inghilterra durante la Guerra dei cent'anni. John combatté alla Battaglia di Azincourt dove condusse l'avanguardia inglese nella marcia verso Harfleur, egli servì anche come diplomatico per il cognato presso gli Armagnacchi e in generale trasse grande favore dalla stretta relazione che ebbe con lui e con i suoi successori.
John mise insieme una grande fortuna e un certo numero di terre, questo grazie al suo vantaggioso matrimonio, alle vittorie presso i tornei e con i bottini di guerra, ad Azincourt per esempio catturò Guilbert de Lannoy e Luigi I di Borbone-Vendôme che vennero riscattati dietro il pagamento di una forte somma di denaro. Fra il 1429 e il 1432 fu anche il custode per Enrico VI di Carlo di Valois-Orléans. Grazie ai pagamenti dei riscatti e ai bottini di guerra John riuscì costruire un castello presso Ampthill e a comprare Oyster Hill Manor dalSindaco di Londra.
Enrico IV lo creò cavaliere dell'Ordine della Giarrettiera nel 1409 e suo nipote il 17 luglio 1433 lo creò Barone Fanhope e lo ammise al Consiglio privato, non lasciando eredi legittimi il titolo finì con lui.
John morì ad Ampthill l'11 dicembre 1433 e dopo la sua morte il castello divenne proprietà reale e fu una delle dimore in cui soggiornò Caterina d'Aragona durante gli anni in cui Enrico VIII d'Inghilterra tentò di ottenere il divorzio. Attualmente Ampthill è in rovina e il luogo di sepoltura di John fu distrutto durante la Riforma protestante.